# Joseph H. Tuthill
Joseph Hasbrouck Tuthill (* 25. Februar 1811 in Blooming Grove, New York; † 27. Juli 1877 in Ellenville, New York) war ein US-amerikanischer Politiker. Zwischen 1871 und 1873 vertrat er den Bundesstaat New York im US-Repräsentantenhaus. Der Kongressabgeordnete Selah Tuthill war sein Onkel.

## Werdegang
Joseph Hasbrouck Tuthill wurde ungefähr ein Jahr vor dem Ausbruch des Britisch-Amerikanischen Krieges in Blooming Grove im Orange County geboren und verbrachte dort seine Jugend. Die Familie Tuthill zog 1824 nach Shawangunk im Ulster County. Er besuchte Gemeinschaftsschulen und Privatschulen. Danach ging er kaufmännischen Geschäften nach, war aber auch in der Landwirtschaft tätig. Er zog 1828 nach New York City und von dort 1832 nach Ulsterville. Während der ganzen Zeit ging er weiter kaufmännischen Geschäften nach. 1834 zog er nach Ellenville. Tuthill saß in den Jahren 1842, 1843, 1861, 1862 und zwischen 1865 und 1870 im Board of Supervisors im Ulster County. Zwischen 1843 und 1847 arbeitete als Büroangestellter (clerk) im Ulster County. Er war Präsident der Ellenville Glass Works.
Politisch gehörte er der Demokratischen Partei an. Im Jahr 1866 kandidierte er erfolglos für den 40. Kongress. Bei den Kongresswahlen des Jahres 1870 für den 42. Kongress wurde Tuthill im 13. Wahlbezirk von New York in das US-Repräsentantenhaus in Washington, D.C. gewählt, wo er am 4. März 1871 die Nachfolge von John Ashley Griswold antrat. Er schied nach dem 3. März 1873 aus dem Kongress aus.
Am 27. Juli 1877 verstarb er in Ellenville und wurde dann auf dem Fantinekill Cemetery bei Ellenville beigesetzt.